# Erluly-Daisoli
Erluly-Daisoli ist ein osttimoresischer Ort im Suco Bandudato (Verwaltungsamt Aileu, Gemeinde Aileu).

## Geographie
Erluly-Daisoli befindet sich im Süden der Aldeia Taiblor. Die Überlandstraße von Aileu nach Maubisse umgeht die kleine Siedlung südlich in einem Bogen. Einige Häuser liegen auch auf der anderen Straßenseite in der Aldeia Riatelo (Suco Lahae). Östlich befindet sich weniger als einen Kilometer entfernt das Dorf Taiblor mit der nächstgelegenen Grundschule. Zwischen den beiden Orten liegt ein Steinbruch. Der westliche Nachbar an der Straße ist das Dorf Elkotu in der Aldeia Dailor (Suco Bandadato).